# Джанікса Браво
Джанікса Мішель Браво Форд (іноді ім'я передається як Яніца, хоча МФА: [dʒəˈnɪksə], англ. Janicza Michelle Bravo Ford; нар. 25 лютого 1981) — американська кінорежисерка, кінопродюсерка та сценаристка. Серед її фільмів «Грегорі йде у відрив» (2013), переможець нагороди журі серед короткометражних фільмів на кінофестивалі «Санденс»; «Лимон» (2017), сценарій до якого написаний у співавторстві з чоловіком, Бреттом Гельманом; «Зола» (2020) — у співавторстві з драматургом Джеремі О. Гаррісом.

## Раннє життя та освіта
Браво народилася в Нью-Йорку в сім'ї Ани Марії Форд і Рафаеля Анхеля Ландерса. Її батьки, які є кравцями, обоє з міста Колон, Панама. Її мати пішла на військову службу, коли Браво була немовлям. Від тримісячного до підліткового віку вона росла між Колоном і військовою базою в місті Панама, доки її родина не повернулася до США. Протягом свого дитинства Браво проводила час, подорожуючи між Сполученими Штатами та Панамою. Коли їй було 12 років, родина переїхала до району Краун-Гайтс в Брукліні, Нью-Йорк.
Відвідувала театральну студію «Playwrights Horizons» Школи мистецтв Тіша Нью-Йоркського університету, де навчалася режисурі та театральному дизайну костюмів та декорацій.
Через кілька років після навчання вона переїхала до Лос-Анджелеса, працювала стилістом і продюсувала невеликі театральні постановки, перш ніж до неї звернувся кінематографіст, який запропонував допомогу у зйомках.

## Кар'єра
На початку 2010-х років Браво почала писати сценарії та зняла серію короткометражних фільмів. У першому фільмі «Їж» знялися Кетрін Вотерстон і Бретт Гелман, він дебютував на кінофестивалі SXSW у 2011 році та був підібраний Vice. У фільмі розповідається про жінку, яка замкнена у своїй квартирі та зустрічає дивного сусіда.
Другий фільм, чорна комедія 2013 року «Грегорі йде у відрив», отримав нагороду журі серед короткометражних фільмів на кінофестивалі «Санденс»: у ньому Майкл Сера грає роль хворого на параліч, який живе на березі Солтон-Сі в Каліфорнії. Зйомки фільму проходили в Бомбей-Біч і Слейб-Сіті, Каліфорнія. Браво працювала з комедійною компанією JASH над створенням фільму та випуску його онлайн. Назва натхненна фільмом Франсуа Трюффо «Кишенькові гроші» 1976 року, в якому хлопчик виживає після падіння з вікна.
Третій короткометражний фільм Браво, «Самітня Полін» 2014 року, показує Гебі Гоффманн у ролі жінки, одержимої сайтом електронних оголошень Craigslist. У 2014 році режисерка була названа журналом «Filmmaker» одним із «25 нових облич незалежного кіно».
У 2015 році Браво зняла повнометражний фільм про Вікторію Бекхем для 25-ї річниці вручення премії «Жінка року» від журналу «Glamour» під назвою «Вікторія Бекхем живе життям, наповненим стилем і витонченістю».
У 2016 році випустила короткометражний фільм «Важкий світ для дрібниць», живий фільм віртуальної реальності, який був «днем із життя» зображенням Південного Лос-Анджелеса. Проєкт профінансований Євою Коен і Джеймсом Келаном із компанії Seed and Spark. Фільм був натхненний смертю двоюрідного брата, який приїхав з Панами та якого влітку 1999 року вбили поліціанти в районі Флетбуш у Брукліні, помилково визнавши зловмисником. Фільм знятий за допомогою камер GoPro для компанії віртуальної реальності Wevr і був показаний на кінофестивалях «Санденс», «Трайбека» та на фестивалі Американського інституту кінематографа в Лос-Анджелесі. Назва фільму була натхненна діалоговою лінією у фільмі нуар 1955 року «Ніч мисливця» і ознаменувала явний відхід у темі, оскільки він зосереджувався на расі та політиці.
Також у 2016 році Браво зняла короткометражний фільм «Жінка в глибині» на кінофестивалі SXSW-2016. Головну роль у фільмі зіграла Елісон Пілл, він став профінансований грантом Нантакетського проєкту.
У 2016 році Браво зняла свій перший повнометражний незалежний фільм під назвою «Лимон», сценарій до якого вона написала у співавторстві з тодішнім чоловіком Бреттом Гелманом. У фільмі зіграли Гелман, Майкл Сера та Джуді Грір, а також Ніа Лонг, Фред Меламед, Ширі Епплбі, Реа Перлман, Дейвид Пеймер, Ґілліан Джейкобс, Меган Маллаллі, Мартін Старр, Джефф Гарлін та Марла Гіббс. Після дещо бурхливого процесу попереднього виробництва, фільм був підібраний Killer Films і Burn Later Productions, прем'єрний показ відбувся на кінофестивалі «Санденс» у 2017 році.
Окрім створення власної роботи, Браво зняла 9-й епізод 1-го сезону «Juneteenth» телевізійного шоу FX «Атланта», де знімався Дональд Гловер і був створений ним, а також 3-й епізод 5 сезону «Bertie's Birthday» телешоу Netflix «Кохання», створене Полом Растом, який виконав головну роль.
Фільм Браво «Зола» 2020 року був знятий нею як режисером і сценаристом у співавторстві з драматургом Джеремі О. Гаррісом. Фільм заснований на 148 твітах офіціантки з Детройту Азії Веллс (Zola) про свою поїздку до Флориди із секс-працівницею на ім'я Джессіка. Світова прем'єра фільму «Зола» відбулася на кінофестивалі «Санденс» 2020 року, де він був номінований на нагороду Великого журі.
У 2022 році Браво стала однією з дев'яти режисерів, яким було доручено спроєктувати серію кімнат у Музеї мистецтва Метрополітен для виставки «В Америці: антологія моди».

## Особисте життя
Браво вільно розмовляє іспанською мовою. Вона латиноамериканка, має єврейські коріння.
У грудні 2015 року Браво вийшла заміж за свого давнього бойфренда, актора Бретта Гелмана, з яким познайомилася в Нью-Йорку під час роботи над рекламою New York Lotto. У 2016 році вони проживали в Лос-Анджелесі. Розлучилися 2018 року.

## Нагороди
- 2014: Кінофестиваль «Санденс», Гран-прі журі короткометражних фільмів (номінація) — «Грегорі йде у відрив»
- 2014: Кінофестиваль «Санденс», Нагорода журі короткометражних фільмів: Художня література США — «Грегорі йде у відрив»[36][37]

## Фільмографія
- 2011: Eat (короткометражний) — сценарист, режисер, монтажер[14]
- 2013: Gregory Go Boom (короткометражний) — продюсер, сценарист, режисер, монтажер
- 2014: Pauline Alone (короткометражний) — продюсер, сценарист, режисер, монтажер
- 2015: Woman of the Year (короткометражний) — режисер
- 2015: Hot Package (серіал) — сценарист, 5 серій
- 2016: Hard World for Small Things (короткометражний) — продюсер, сценарист, режисер
- 2016: Woman in Deep (короткометражка) — продюсер, сценарист, режисер
- 2016: Man Rots From the Head (короткометражний) — продюсер, сценарист, режисер
- 2016: «Нью-Йоркер» представляє: Couple's First Dinner Party, Serves Six (короткометражний) — режисер, сценарист
- 2016: Атланта (серіал) — режисер, 1 серія: «Juneteenth»
- 2017: Lemon — продюсер, сценарист, режисер
- 2017: Hell In The Afternoon (короткометражний) — продюсер, сценарист, режисер
- 2018: Forever (серіал) — режисер
- 2018: Camping (серіал) — актор
- 2020: Zola — сценарист, режисер
- 2020: Місис Америка (мінісеріал) — режисер
- 2021: In Treatment (серіал) — режисер
- 2021: Them (серіал) — режисер
- 2022: Споріднені (серіал) — режисер
- 2022: Sharp Stick — акторка
- 2022: Жіночі історії Miu Miu: House Comes With a Bird (короткометражний) — режисер, сценарист
- 2024: The Listenners (серіал) — режисер